# Propebela rugulata
Propebela rugulata é uma espécie de gastrópode do gênero Propebela, pertencente a família Mangeliidae.